# تاکویا ساساگاکی
تاکویا ساساگاکی (انگلیسی: Takuya Sasagaki؛ زادهٔ ۱ ژوئن ۱۹۹۱) بازیکن فوتبال اهل ژاپن است.